# آفوری اف‌ان (متروی میلان)
آفوری اف‌ان (انگلیسی: Affori FN) ایستگاهی در خط ۳ مترو میلان، در ایتالیا است که در ۲۶ مارس ۲۰۱۱، بیست و یک سال پس از افتتاح ایستگاه اصلی خط افتتاح شد. این یکی از چهار ایستگاه در خط ۳ این شهر است که در سال ۲۰۱۱ به روی عموم باز شد.